# Google Brain
Google Brain était une équipe de recherche en apprentissage profond (deep learning) faisant partie de Google. Google Brain a été fusionnée avec DeepMind en avril 2023 pour former Google DeepMind.
Google Brain a contribué à Google Traduction, et a conçu TensorFlow et l'architecture transformeur. Google Brain a aussi mené des projets d'apprentissage automatique en robotique, en génération d'images (Imagen), en reconnaissance automatique de la parole, et en médecine.

## Histoire
Le projet Google Brain commencé en 2011 comme une collaboration de recherche à temps partiel entre Jeffrey Dean, Greg Corrado chercheurs chez Google et le professeur de l'université Stanford Andrew Ng,,. Ng était intéressé depuis 2006 par l'utilisation de l'apprentissage en profondeur pour faire progresser l'intelligence artificielle, et en 2011 il commence à collaborer avec Dean et Corrado pour construire un système logiciel d'apprentissage en profondeur à grande échelle, DistBelief, sur l'infrastructure du cloud computing de Google. En 2013, Andrew Ng quitte Google pour fonder la startup Coursera, une société de formation en ligne, puis en 2014, il devient le chef du groupe d'intelligence artificielle de Baidu.
Le projet devient une réussite du projet Google X. Astro Teller (en) dit que le projet avait payé pour la totalité du coût de Google X.
En juin 2012, le New York Times rapporte qu'un groupe de 16 000 ordinateurs imitant certains aspects de l'activité du cerveau humain a réussi à apprendre à reconnaître un chat sur la base de 10 millions d'images numériques de chats provenant de vidéos YouTube. L'histoire est également couverte par la National Public Radio et SmartPlanet (en).
En mars 2013, Google embauche Geoffrey Hinton, un chercheur de pointe dans le domaine de l'apprentissage en profondeur, et acquiert la société DNNResearch Inc. dirigée par Hinton. Hinton dit qu'il partagerait son temps entre sa future recherche universitaire et son travail chez Google.
Le 26 janvier 2014, plusieurs organes de presse déclarent que Google avait acheté DeepMind Technologies pour un montant non divulgué. Plus tard, des analystes annoncent que la société a été acquise pour 400 millions £ (650M $ - 486 millions €). Des rapports ultérieurs ont estimé que le prix d'achat s'élevait à plus de 500 millions de £,,,,,,.

## Utilisation dans les produits de Google
La technologie du projet est utilisée dans le système de reconnaissance vocale du système d'exploitation Android, la recherche de photos de Google+ et les recommandations vidéos de YouTube.

## Couverture médiatique
Le projet Google Brain reçoit une couverture médiatique importante dans Wired Magazine,,, le New York Times, Technology Review,, National Public Radio et Big Think.

## Avancées en cryptographie et rumeurs médiatiques
Le 6 novembre 2016, le programme de recherche en intelligence artificielle Google Brain réalise une nouvelle percée lorsque deux ordinateurs parviennent à créer leur propre méthode de chiffrement : Alice et Bob, deux intelligences artificielles, sont ainsi parvenues à communiquer entre elles d'une manière qu'une troisième IA du nom d'Eve ne parvenait pas à déchiffrer.
Cette information scientifique donne lieu à une rumeur, reprise dans de nombreux médias, qui sont allés jusqu'à affirmer « Deux intelligences artificielles communiquent dans une langue indéchiffrable. »,, affirmation qui est démentie tant par l'article du New Scientist cité en référence que par la publication scientifique.